# Podjaski III
Podjaski III (Gosk, Prawdzic odmienny, błędnie Gosk-Podjaski) – polski herb szlachecki, używany przez rodzinę osiadłą na Mazowszu. Przypisywany błędnie rodzinie kaszubskiej. Według Przemysława Pragerta jest to odmiana herbu Prawdzic.

## Opis herbu
Opis z wykorzystaniem zasad blazonowania, zaproponowanych przez Alfreda Znamierowskiego:
W polu błękitnym mur srebrny, blankowanny, zza którego pół lwa złotego, wspiętego. Klejnot: Pół lwa jak w godle, trzymającego miecz w prawej łapie.

## Najwcześniejsze wzmianki
Herb odnotowany przez polskie i niemieckie herbarze. Z polskich heraldyków wymieniają go: Kasper Niesiecki, Juliusz Karol Ostrowski, Seweryn Uruski, Adam Boniecki i Stanisław Chrząński. Źródła niemieckojęzyczne z tym herbem to Nowy Siebmacher i Die nationalitaten Pomerellens Benno von Wincklera.
Herb ten błędnie przypisano rodzinie Podjaskich z przydomkiem Gęsk. Błąd wynika z tego, że niemal identycznym herbem (Goski) posługiwała się mazowiecka rodzina Gosk (Goski), o nazwisku podobnym do przydomku Gęsk. Błąd ten, popełniony przez niemieckich heraldyków, został powielony przez Ostrowskiego, który sklasyfikował herb jako Podjaski III.

## Herbowni
Gosk (Goski). Błędnie Gęsk-Podjaski. Tadeusz Gajl wymienia jeszcze nazwisko Chośnicki.